# BMW R20
De BMW R 20 is een motorfiets van het merk BMW.

## Voorgeschiedenis
Vanaf 1928 bepaalde de Duitse regering dat men motorfietsen tot 200cc belastingvrij en zonder rijbewijs mocht gebruiken. Een regeling die een beetje lijkt op de Nederlandse Onder-de-zestiger regeling, waarbij motorfietsen onder de 60 kg belastingvrij waren. Daarom bracht BMW in 1931 de R 2 op de markt. Hoewel de machine verhoudingsgewijs duur was omdat frame en voorvork van de veel zwaardere modellen werden gebruikt, werd het een redelijk succes. Daarom bleef de R 2 tot in 1937 deel uitmaken van het programma, en kwam er zelfs een opvolger.

## R 20
De R 20 volgde de R 2 in 1937 op. Bij de R 2 was de plaats van de dynamo al eens gewijzigd in verband met de vervuiling van het systeem, bij de R 20 zat de dynamo voor het eerst op de kop van de krukas, waar hij tot en met 1997, toen de R 100 Classic uit productie ging, zou blijven zitten. De R 20 bezat ook het nieuwe, in 1936 op de R 5 geïntroduceerde, frame van getrokken ovale buizen en een telescoopvork. De accu was verhuisd naar de achterkant van de versnellingsbak, onder het zweefzadel. Net als bij de zwaardere modellen R 5 en R 6 had de machine voetschakeling gecombineerd met een handpook. Uiteraard bleef de asaandrijving gehandhaafd. Vóór en achter waren trommelremmen gemonteerd. De motor was overigens ook helemaal nieuw, boring en slag waren gewijzigd. In 1938 veranderde de Duitse wet, en het voordeel om een motor met minder dan 200cc aan te schaffen verviel. Daarom ging ook de R 20 weer uit productie. BMW had al in 1937 de 340cc R 35 geïntroduceerd, en voor de liefhebbers van een lichtere motor kwam in 1938 de 250cc R 23.

## Technische Gegevens
| Periode            | 1937-1938                   | 1937-1938                   | 1937-1938                   |
| Categorie          | toermotor                   | toermotor                   | toermotor                   |
| Motortype          | kopklepmotor                | kopklepmotor                | kopklepmotor                |
| Bouwwijze          | langsgeplaatste eencilinder | langsgeplaatste eencilinder | langsgeplaatste eencilinder |
| boring             | 60 mm                       | 60 mm                       | 60 mm                       |
| slag               | 68 mm                       | 68 mm                       | 68 mm                       |
| Cilinderinhoud     | 192 cc                      | 192 cc                      | 192 cc                      |
| Max. Vermogen      | 5,5 kW/8 pk                 |                             |                             |
| Topsnelheid        | 95 km/h                     | 95 km/h                     | 95 km/h                     |
| Aandrijving        | as                          | as                          | as                          |
| Rijwielgedeelte    | dubbel wiegframe, buisframe | dubbel wiegframe, buisframe | dubbel wiegframe, buisframe |
| Drooggewicht       | 130 kg                      | 130 kg                      | 130 kg                      |
| Max. totaalgewicht | 330 kg                      | 330 kg                      | 330 kg                      |
| Tankinhoud         | 12 ltr                      | 12 ltr                      | 12 ltr                      |
| Voorganger         | R 2                         | R 2                         | R 2                         |
| Opvolger           | R 23                        | R 23                        | R 23                        |